# Rochinha
Diogo Filipe Costa Rocha, plus communément appelé Rochinha, né le 3 mai 1995 à Espinho au Portugal, est un footballeur portugais. Il évolue au poste d'attaquant au FC Famalicão.

## Biographie

### En club
Rochinha est issu du centre de formation du Benfica Lisbonne. Après un passage au Bolton Wanderers et au Standard de Liège, il évolue au Boavista FC,.
Il est joueur du Vitória Guimarães à partir de 2019,.

## Palmarès
Avec le Benfica Lisbonne :
- Finaliste de l'UEFA Youth League en 2014